# Kennedy Goss
Kennedy Goss (North York, 19 augustus 1996) is een Canadese zwemster Ze vertegenwoordigde haar vaderland op de Olympische Zomerspelen 2016 in Rio de Janeiro.. Goss is de dochter van Sandy Goss die zilver won op de 4x100 meter wisselslag op zowel de Olympische Zomerspelen 1984 als de Olympische Zomerspelen 1988.

## Carrière
Bij haar internationale debuut, op de wereldkampioenschappen zwemmen 2015 in Kazan, werd Goss samen met Katerine Savard, Alyson Ackman en Emily Overholt uitgeschakeld in de series van de 4x200 meter vrije slag.
Tijdens de Olympische Zomerspelen van 2016 in Rio de Janeiro zwom de Canadese samen met Katerine Savard, Taylor Ruck en Emily Overholt in de series, in de finale veroverden Savard en Ruck samen met Brittany MacLean en Penelope Oleksiak de bronzen medaille. Voor haar aandeel in de series ontving Goss eveneens de bronzen medaille.

## Internationale toernooien
| Jaar | Olympische Spelen                             | WK langebaan          | WK kortebaan  | PanPacs | Gemenebestspelen | Pan-Ams       |
| ---- | --------------------------------------------- | --------------------- | ------------- | ------- | ---------------- | ------------- |
| 2015 |                                               | 11e 4x200m vrije slag |               |         |                  | geen deelname |
| 2016 | 4x200m vrije slag · Goss zwom enkel de series |                       | 6-11 december |         |                  |               |

## Persoonlijke records
Bijgewerkt tot en met 10 april 2016
Kortebaan
| Afstand         | Tijd    | Datum            | Plaats         |
| --------------- | ------- | ---------------- | -------------- |
| 200m vrije slag | 1.58,62 | 23 november 2012 | Etobicoke      |
| 400m vrije slag | 4.09,38 | 14 december 2013 | Tualatin Hills |
| 200m rugslag    | 2.07,08 | 14 december 2013 | Tualatin Hills |

Langebaan
| Afstand         | Tijd    | Datum         | Plaats  |
| --------------- | ------- | ------------- | ------- |
| 200m vrije slag | 1.58,26 | 7 april 2016  | Toronto |
| 400m vrije slag | 4.10,30 | 5 april 2016  | Toronto |
| 200m rugslag    | 2.09,64 | 10 april 2016 | Toronto |